# Giải BAFTA lần thứ 41
Giải BAFTA lần thứ 41 được trao bởi Viện Hàn lâm Nghệ thuật Điện ảnh và Truyền hình Anh Quốc năm 1988 để tôn vinh những bộ phim xuất sắc nhất năm 1987.

## Chiến thắng và đề cử

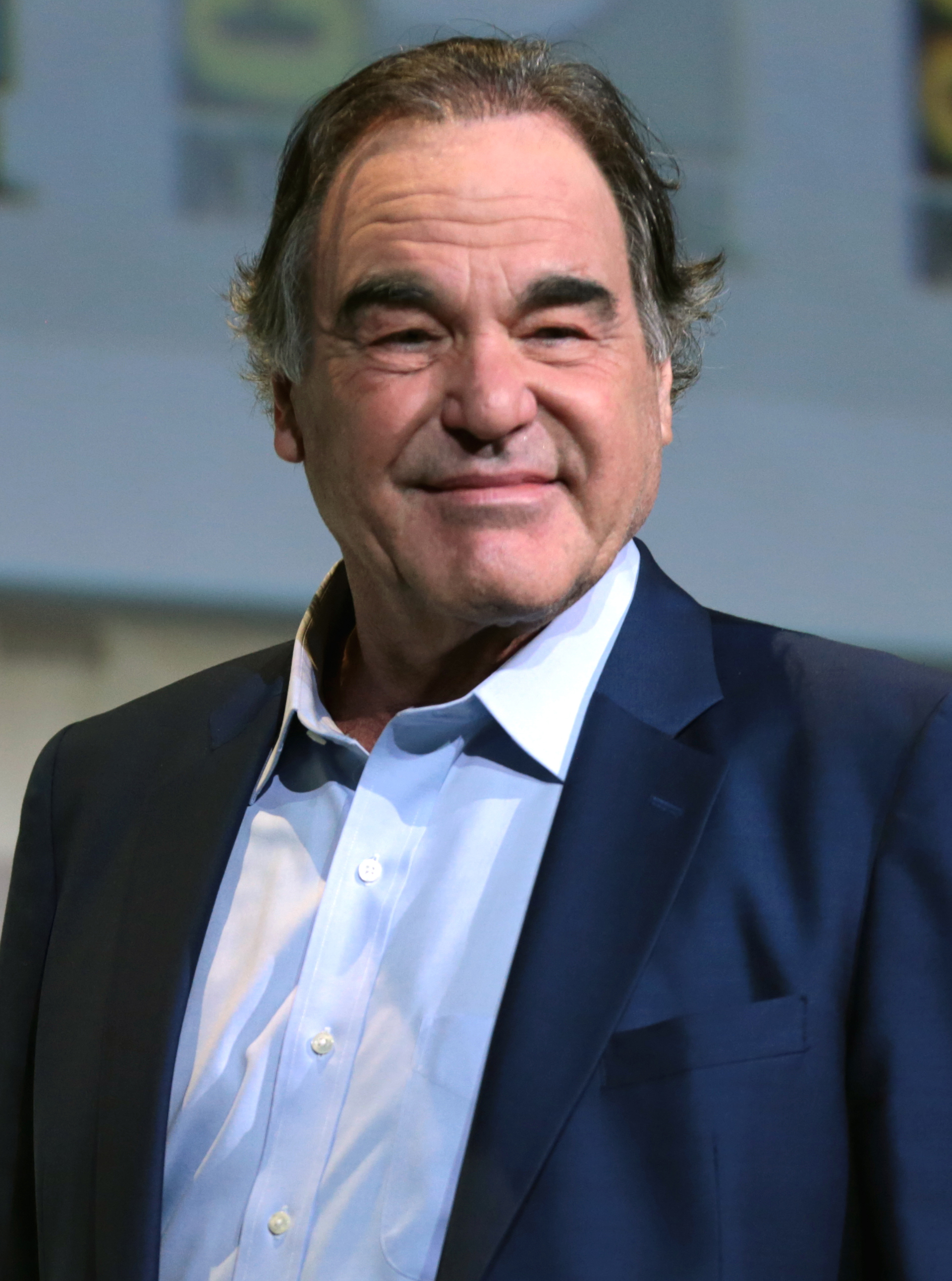
Oliver Stone, Đạo diễn xuất sắc nhất

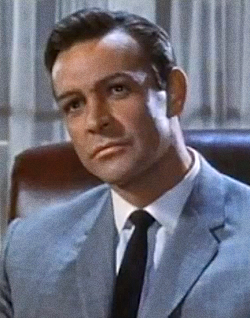
Sean Connery, Nam diễn viên chính xuất sắc nhất

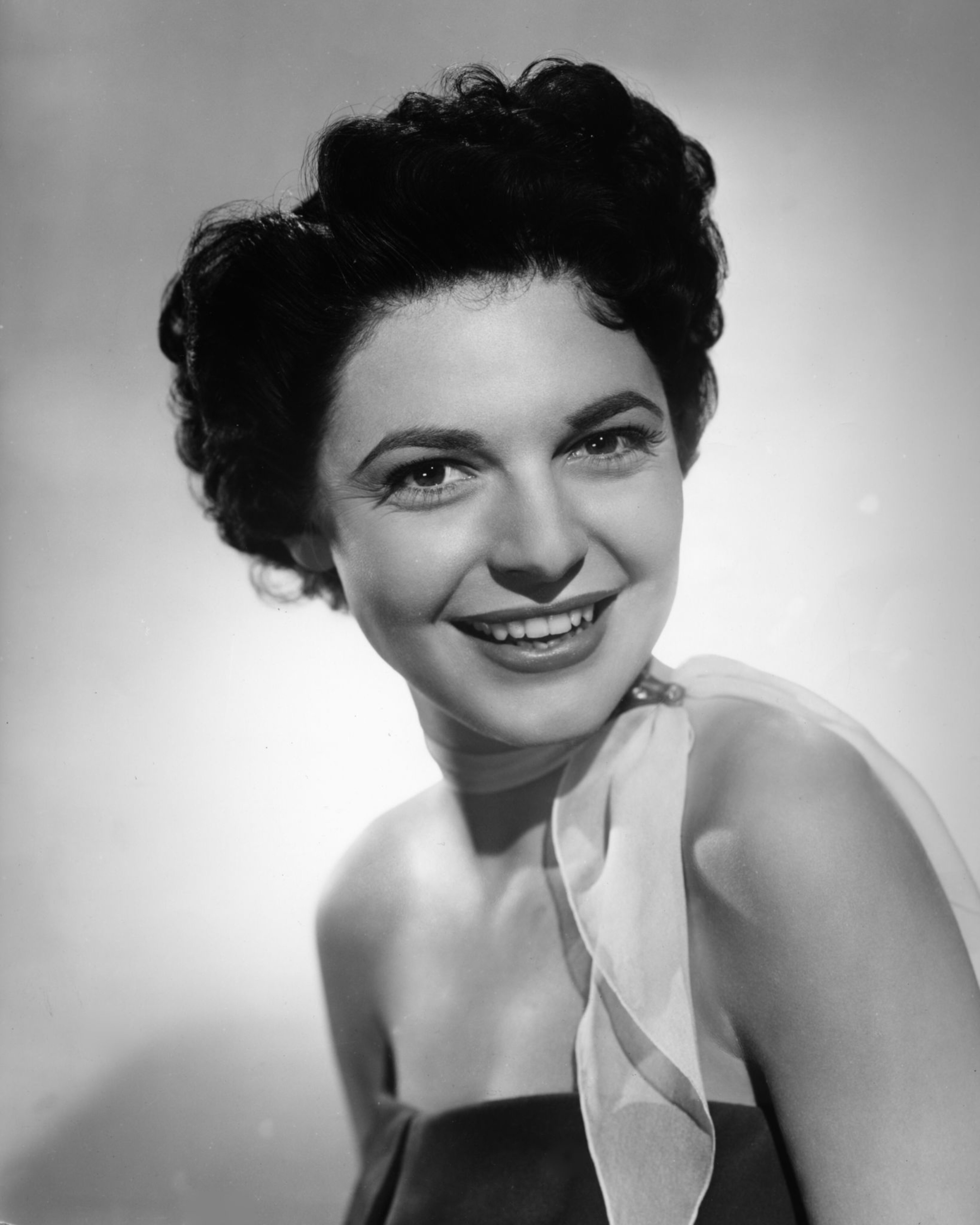
Anne Bancroft, Nữ diễn viên chính xuất sắc nhất

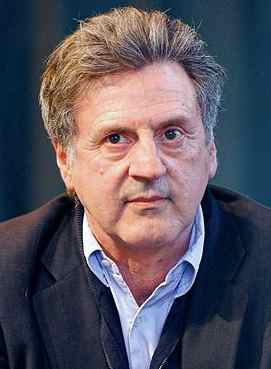
Daniel Auteuil, Nam diễn viên phụ xuất sắc nhất

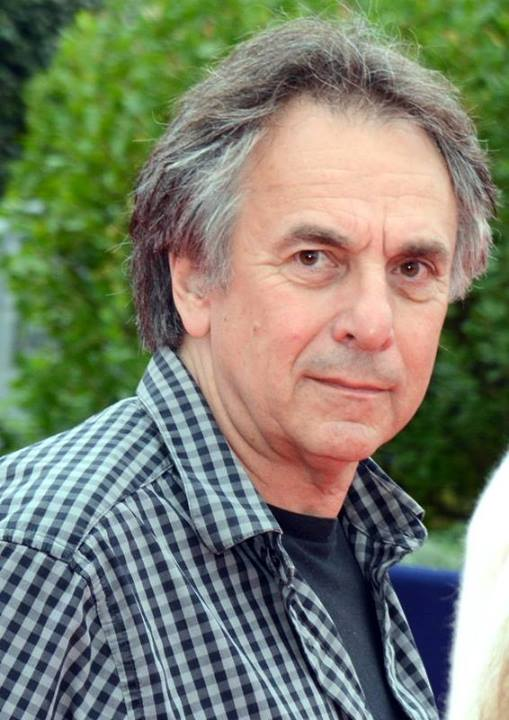
Bruno Nuytten, Quay phim xuất sắc nhất

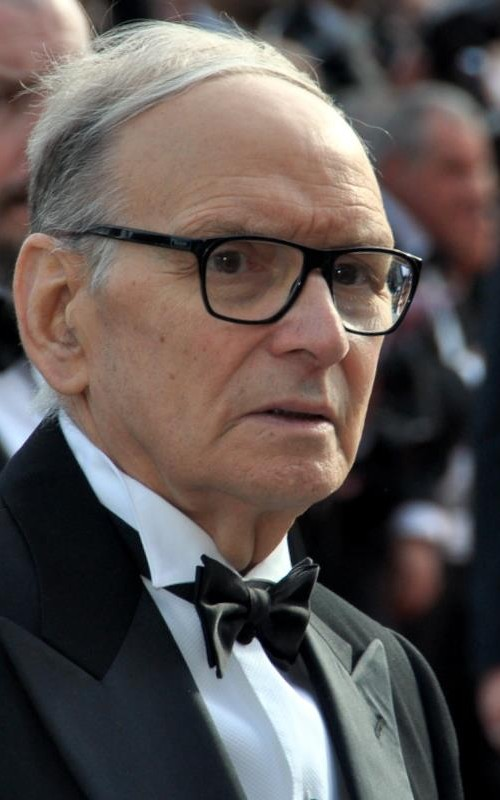
Ennio Morricone, Nhạc phim hay nhất

| Phim hay nhất Jean de Florette – Claude Berri - Cry Freedom – Richard Attenborough - Hope and Glory – John Boorman - Radio Days – Robert Greenhut và Woody Allen                                                                                                 | Đạo diễn xuất sắc nhất Oliver Stone – Platoon - Claude Berri – Jean de Florette - John Boorman – Hope and Glory - Richard Attenborough – Cry Freedom |
| Nam diễn viên chính xuất sắc nhất Sean Connery – The Name of the Rose vai William of Baskerville - Gary Oldman – Prick Up Your Ears vai Joe Orton - Gérard Depardieu – Jean de Florette vai Jean Cadoret - Yves Montand – Jean de Florette vai Cesar Soubeyran   | Nữ diễn viên chính xuất sắc nhất Anne Bancroft – 84 Charing Cross Road vai Helene Hanff - Emily Lloyd – Wish You Were Here vai Lynda Mansell - Julie Walters – Personal Services vai Christine Painter - Sarah Miles – Hope and Glory vai Grace Rowan                                                                      |
| Nam diễn viên phụ xuất sắc nhất Daniel Auteuil – Jean de Florette vai Ugolin - Ian Bannen – Hope and Glory vai Ông George - John Thaw – Cry Freedom vai Jimmy Kruger - Sean Connery – The Untouchables vai Jimmy Malone                                          | Nữ diễn viên phụ xuất sắc nhất Susan Wooldridge – Hope and Glory vai Molly - Dianne Wiest – Radio Days vai Aunt Bea - Judi Dench – 84 Charing Cross Road vai Nora Doel - Vanessa Redgrave – Prick Up Your Ears vai Peggy Ramsay                                                                                            |
| Kịch bản gốc xuất sắc nhất Wish You Were Here – David Leland - Hope and Glory – John Boorman - Personal Services – David Leland - Radio Days – Woody Allen | Kịch bản chuyển thể xuất sắc nhất Jean de Florette – Claude Berri và Gérard Brach - 84 Charing Cross Road – Hugh Whitemore - Little Dorrit – Christine Edzard - Prick Up Your Ears – Alan Bennett |
| Quay phim xuất sắc nhất Jean de Florette – Bruno Nuytten - Cry Freedom – Ronnie Taylor - Hope and Glory – Philippe Rousselot - Platoon – Robert Richardson | Thiết kế phục trang xuất sắc nhất Radio Days – Jeffrey Kurland - Hope and Glory – Shirley Ann Russell - Little Dorrit – Sands Films - The Untouchables – Marilyn Vance |
| Dựng phim xuất sắc nhất Platoon – Claire Simpson - Cry Freedom – Lesley Walker - Hope and Glory – Ian Crafford - Radio Days – Susan E. Morse | Hóa trang và làm tóc xuất sắc nhất The Name of the Rose – Hasso Von Hugo - The Fly – Chris Walas và Stephan Dupuis - Hope and Glory – Anna Dryhurst - Jean de Florette – Michele Dernelle và Jean-Pierre Eychenne |
| Nhạc phim hay nhất The Untouchables – Ennio Morricone - Cry Freedom – George Fenton và Jonas Gwangwa - Hope and Glory – Peter Martin - Wish You Were Here – Stanley Myers                                                                                        | Thiết kế sản xuất xuất sắc nhất Radio Days – Santo Loquasto - Hope and Glory – Anthony D. G. Pratt - Jean de Florette – Bernard Vezat - The Untouchables – William A. Elliott |
| Âm thanh xuất sắc nhất Cry Freedom – Jonathan Bates, Simon Kaye và Gerry Humphreys - Full Metal Jacket – Nigel Galf, Edward Tise và Andy Nelson - Hope and Glory – Ron Davis, Peter Handford và John Hayward - Radio Days – Bob Hein, James Sabat và Lee Dichter | Hiệu ứng hình ảnh đặc biệt xuất sắc nhất The Witches of Eastwick – Michael Lantieri, Michael Owens, Edward Jones và Bruce Walters - The Fly – Chris Walas, Jon Berg, Louis Craig và Hoyt Yeatman - Full Metal Jacket – John Evans - Little Shop of Horrors – Bran Ferren, Martin Gutteridge, Lyle Conway và Richard Conway |
| Phim tài liệu hay nhất Baka People of the People – Phil Agland - Forty Minutes: Home from the Hill – Molly Dineen - Fourteen Days in May – Paul Hamann - Man-Eating Tigers / Saving the Tiger – Naresh Bedi                                                      | Phim không nói tiếng Anh hay nhất The Sacrifice – Anna-Lena Wibom và Andrei Tarkovsky - Jean de Florette – Claude Berri - Manon des Sources – Claude Berri - My Life as a Dog – Waldemar Bergendahl và Lasse Hallström |
| Phim hoạt hình ngắn hay nhất The Reluctant Dragon – Bridget Appleby - Lính cứu hỏa Sam – Ian Frampton và John Walker - The Shoe People – Tony Barnes và Clennell Rawson - The Wind in the Willows – Brian Cosgrove và Mark Hall                                  | Phim ngắn hay nhất Artisten – Jonas Grimås - After Maria – Jean-Claude Robert - The Short and Curlies – Mike Leigh - Treacle – Peter Chelsom |

## Thống kê
| Số lượng | Phim                  |
| -------- | --------------------- |
| 13       | Hope and Glory        |
| 10       | Jean de Florette      |
| 7        | Cry Freedom           |
| 7        | Radio Days            |
| 4        | The Untouchables      |
| 3        | 84 Charing Cross Road |
| 3        | Platoon               |
| 3        | Prick Up Your Ears    |
| 3        | Wish You Were Here    |
| 2        | The Fly               |
| 2        | Full Metal Jacket     |
| 2        | Little Dorrit         |
| 2        | The Name of the Rose  |
| 2        | Personal Services     |

| Số lượng | Phim                 |
| -------- | -------------------- |
| 4        | Jean de Florette     |
| 2        | The Name of the Rose |
| 2        | Platoon              |
| 2        | Radio Days           |